# Puma pardoides
Puma pardoides, možno též puma euroasijská nebo panter Owenův, je vyhynulý druh kočky žijící asi před 2 miliony až 800 tisíci lety v období pliocénu až pleistocénu. Popsal ji britský přírodovědec Richard Owen v roce 1846 a původně nesla vědecké jméno Felis pardoides. Dlouho byla považována za primitivní druh levharta a nesla binomická jména Panthera schaubi (1954) po kompletním popisu lebky a následně Viretailurus schaubi (1964) kvůli rozdílům od ostatních koček z rodu Panthera. Poslední výzkumy však ukázaly, že pravděpodobně vůbec nejde o levharta, ale o příslušníka podčeledi malých koček (Felinae) příbuzného pumě.
Puma pardoides měla buď podobné tělesné parametry jako žijící puma americká, nebo o něco větší. Mohla vážit 40–45 kg, ale samci z nejstaršího pleistocénu i 60 nebo 100 kg. Typickou potravou byli pravděpodobně menší a středně velcí kopytníci. Jako možná kořist přicházejí v úvahu i mláďata větších druhů jelenů z rodu Eucladoceros. Ve stejné době se v Evropě vyskytovalo několik dalších velkých koček, kterým byla puma zcela jistě podřízena. Patřil mezi ně Panthera gombaszoegensis (jaguár evropský) a velké šavlozubé kočky z rodů Megantereon a Homotherium.